# Conradina
Conradina — рід низькорослих сильно ароматних кущів з простими волосками, поширених на південному сході США (Алабама, Флорида, Кентуккі, Міссісіпі, Теннессі). Ростуть на піщаних ґрунтах.

## Біоморфологічна характеристика
Листки від лінійних до лопатоподібного, цілі, загнуті. Чашечка трубчасто-дзвінчаста, 2-губа, 5-лопатева (3/2), задня губа дрібнодольчаста, вигнута, частки дельтоподібні, передня губа глибоко-лопатева. Віночок від білого до насичено пурпурного, 2-губий, задня губа ціла або виїмчаста, передня губа 3-лопатева, серединна частка виїмчаста, горло частково перекрите помітним горбом на передній поверхні. Тичинок 4. Горішки від широко яйцеподібних до зворотно-яйцеподібних, гладкі або дрібно сітчасті, голі. 2n = 24.

## Види
Рід містить 5 видів: 
1. Conradina canescens A.Gray
2. Conradina cygniflora C.E.Edwards, Judd, Ionta & Herring
3. Conradina glabra Shinners
4. Conradina grandiflora Small
5. Conradina verticillata Jennison